# Brachycyrtus nawaii
Brachycyrtus nawaii là một loài tò vò trong họ Ichneumonidae.